# Crissy Wilzak
Crissy Wilzak (Elyria, 28 marzo 1949) è una ballerina, cantante e attrice statunitense.
È nota soprattutto come interprete di musical a Broadway, tra cui: Seesaw (1973), A Chorus Line (1975) e The 1940s Radio Hour (1979), per cui è stata candidata al Drama Desk Award alla miglior attrice non protagonista.

## Filmografia
- Mork & Mindy - serie TV, 22 episodi (1981-1982)
- Mago Merlino (Mr. Merlin) - serie TV, 1 episodio (1982)